# Lahnasjärvi
Lahnasjärvi är en sjö i kommunen Kajana i landskapet Kajanaland i Finland. Sjön ligger 167,3 meter över havet. Arean är 1,34 kvadratkilometer och strandlinjen är 12,75 kilometer lång. Sjön  ingår i Vuoksens huvudavrinningsområde.   Den ligger omkring 28 kilometer söder om Kajana och omkring 450 kilometer norr om Helsingfors. 
I sjön finns öarna Haapasaari, Pajukkosaari, Kusiaissaari och Sikosaari. 